# Osidryas chersodes
Osidryas chersodes är en fjärilsart som beskrevs av Turner 1913. Osidryas chersodes ingår i släktet Osidryas och familjen Copromorphidae. Inga underarter finns listade i Catalogue of Life.